# Gmina Newton (hrabstwo Carroll)

Położenie Gminy Newton w hrabstwie Carroll

Gmina Newton (ang. Newton Township) – gmina w USA, w stanie Iowa, w hrabstwie Carroll. Według danych z 2000 roku gmina miała 500 mieszkańców.